# Stadion Hajduk
Das Stadion Hajduk (serbisch-kyrillisch Стадион Хајдук), auch als Bombonjera (deutsch Bonbonniere) bekannt, ist ein nach den Heiducken benanntes „reines“ Fußballstadion und Heimspielstätte des FK Hajduk Kula, einem serbischen Fußballverein aus der Kleinstadt Kula. Es bietet auf den Tribünen 5.973 Sitzplätze. Es wurde 1992 errichtet und fasste früher bis zu 11.000 Zuschauer, jedoch folgte der Umbau des Stadions, um so den von der FIFA bzw. UEFA vorgegebenen Sicherheitsstandards für nationale und internationale Fußballspiele sowie dem UEFA-Stadioninfrastruktur-Reglement gerecht zu werden. Zuletzt wurde es 2011 renoviert. Direkt neben dem Stadion befindet sich der große Bačka-Kanal.